# Боулинг Грин (Вирџинија)
Боулинг Грин (енгл. Bowling Green) град је у америчкој савезној држави Вирџинија. По попису становништва из 2010. у њему је живело 1.111 становника.

## Демографија
Према попису становништва из 2010. у граду је живело 1.111 становника, што је 175 (18,7%) становника више него 2000. године.
| Група             | 2000.       | 2010.       |
| Белци             | 742 (79,3%) | 813 (73,2%) |
| Афроамериканци    | 172 (18,4%) | 244 (22,0%) |
| Азијати           | 0 (0,0%)    | 7 (0,6%)    |
| Хиспаноамериканци | 18 (1,9%)   | 26 (2,3%)   |
| Укупно            | 936         | 1.111       |